# جک پالانس
جک پالانس (به انگلیسی: Jack Palance) (زاده ۱۸ فوریه ۱۹۱۹ – درگذشته ۱۰ نوامبر ۲۰۰۶) بازیگر کهنه‌کار سینما آمریکایی بود.
پالانس به خاطر ایفای نقش مردان خشن و سرسخت در قالب شخصیت‌های منفی فیلم چند وسترن کلاسیک شهرت داشت.

## زندگی
جک پالانس با نام تولد وولودیمیر جک پالانیوک (به انگلیسی: Volodymyr Jack Palahniuk) در ۱۸ فوریه ۱۹۱۹ در ایالت پنسیلوانیا زاده شد. جک سومین فرزند از پنج کودک یک خانواده مهاجر اوکراینی بود. پدر او یک معدنچی معدن زغال‌سنگ بود و مادرش نیز خانه‌دار بود. او که در دهه ۳۰ در زمینه ورزش بوکس فعالیت می‌کرد، پس از آنکه در جنگ جهانی دوم افتخاراتی را کسب کرد، در دهه ۵۰ وارد عالم سینما شد که شهرت او در جنگ باعث شهرت فیلمش شد.
با شروع جنگ جهانی دوم، فعالیت ورزشی پالانس به پایان رسید و دوران نظامی او به عنوان عضوی از نیروی هوایی ارتش ایالات متحده آغاز شد. گفته می‌شود که چهره او هنگام نجات از یک بمب افکن B-24 Liberator در حال سوختن در طی یک پرواز آموزشی بر فراز جنوب آریزونا (جایی که پالانس یک خلبان دانشجو بود) تغییر شکل یافته‌است. گفته می‌شود که گونه‌های متمایز و چشمان عمیق او نتیجه یک عمل جراحی ترمیمی بوده‌است.
او کارش را در سال ۱۹۵۰ با بازی در نقش "بلکی" در فیلم جنایی «وحشت در خیابان‌ها» به کارگردانی الیا کازان آغاز کرد وی اغلب پشت صحنه هم همچون روی صحنه چهره سرسختی بود و می‌گفت که بیشتر نقش‌هایی که به او می‌دهند "آشغال" است و کارگردان‌های فیلم‌هایش را بی‌لیاقت می‌دانست. با ایفای نقش‌های سرسختانه در فیلم‌های کلاسیکی مثل «شین» و «ترس ناگهانی» ("هراس آنی") در نقش مردان خشن کلیشه شد و تا سال‌ها در نقش‌های مشابهی که وجه مشخصه آنها خشونت تند ظاهری‌اش بود بازی کرد. وی به کمک صدای آرام، صورت خوش‌تراش و جثه بزرگش در کوتاه مدت به بازیگر اول هالیوود تبدیل شد.
وی در سال ۱۹۵۲ با بازی در فیلم «ترس ناگهانی» در نقش «لستر بلین» برای نخستین بار نامزد دریافت جایزه بهترین بازیگر نقش مکمل مرد سال ۱۹۵۳ شد. وی همچنین یک سال بعد (۱۹۵۳) برای با بازی در نقش منفی «جک ویلسون» در فیلم «شین»، برای بار دوم نامزد این جایزه شد و بدین‌ترتیب بیش از پیش بر شهرت خود افزود.

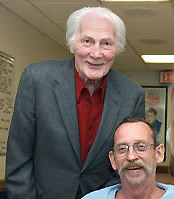

پالانس در سال ۱۹۸۷ به خاطر بازی در فیلم «کافه بغداد» (Bagdad نام شهری در آریزوناست) با تحسین منتقدان روبرو شد. نکته جالب این بود که فیلم مذکور هجویه‌ای بر سینمای وسترن بود و البته پالانس در آن نقش منفی نداشت.
وی در سال‌های آخر عمر خود به بازی در نقش‌های کمدی هم روی آورد که معروفترین آنها وسترن کمدی «شیادان شهر» («حقه‌بازان شهر») "City Slickers" محصول سال ۱۹۹۱ (در کنار بیلی کریستال) است که برنده جایزه اسکار بهترین بازیگر نقش مکمل مرد در سال ۱۹۹۲ شد. وی هنگامی که برای دریافت جایزه روی صحنه رفت کار عجیبی انجام داد؛ با شنا رفتن روی یک دست جمعیت را به وجد آورد. وی می‌خواست تا سلامت و آمادگی جسمانی‌اش را در ۷۳ سالگی به رخ همه بکشد. این حرکت او شوری در مراسم اسکار بر پا کرد. این تنها جایزه اسکار زندگی‌اش محسوب می‌شد.
او در جمعه ۱۰ نوامبر ۲۰۰۶ (۱۹ آبان ۱۳۸۵) در ۸۷ سالگی در خانه‌اش در شهر مونته سیتو ایالت کالیفرنیا درگذشت. خانواده آقای پالانس هنگام مرگ او که به دلایل طبیعی رخ داد بر بالینش حضور داشتند. مراسمی به عنوان بزرگداشت او روز ۱۶ دسامبر ۲۰۰۶ برگزار شد.
بیلی کریستال همبازی او در حقه‌بازهای شهر و مجری مراسم اسکار در سال ۱۹۹۲ در بیانیه‌ای گفت که از مرگ او شوکه و غمگین شده‌است و اضافه کرد که جک پالانس یک شمایل واقعی سینما بود.

وی عادت داشت بگوید: 
"اکثر آنها حتی نمی‌توانستند سر چهارراه ترافیک را بگردانند چه رسد به گرداندن فیلم."

## فیلم‌شناسی
1. تالارهای مونته زوما (۱۹۵۰)
2. ترس ناگهانی (۱۹۵۲)
3. شین (۱۹۵۳)
4. مردی در شیروانی (۱۹۵۳)
5. پیاله نقره‌ای (۱۹۵۴)

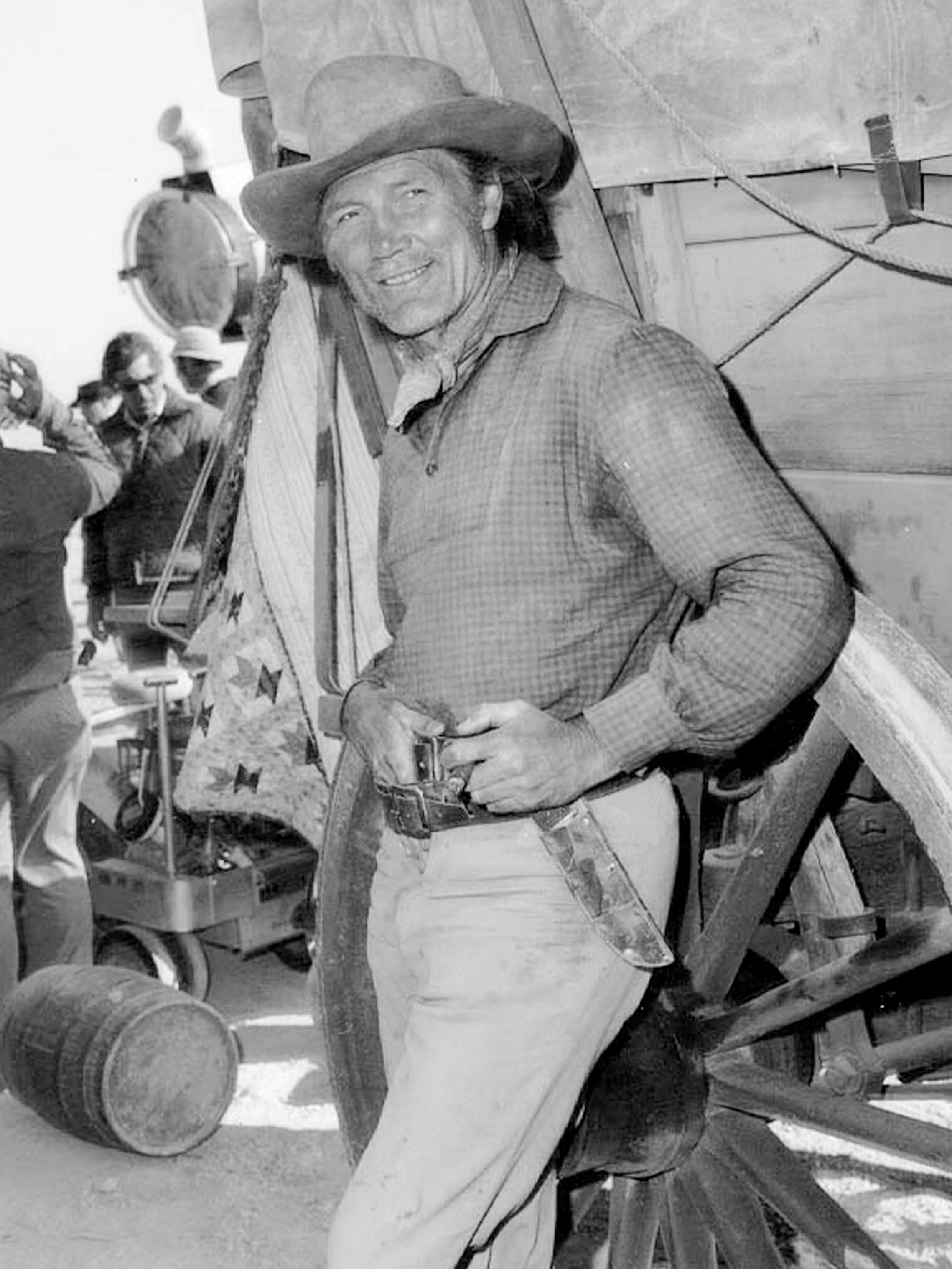

6. تأیید کافر Sign of the Pagan ‏ (۱۹۵۴)
7. چاقوی بزرگ (۱۹۵۵)
8. هزاران بار مُردم (۱۹۵۵)
9. یورش (۱۹۵۶)
10. خانه اعداد (۱۹۵۷)
11. آسترلیتز (۱۹۶۰)
12. مغول‌ها (۱۹۶۱)
13. باراباس (۱۹۶۱)
14. قطار شب به میلان (۱۹۶۲)
15. تحقیر (۱۹۶۳)
16. حرفه‌ای‌ها (۱۹۶۶)
17. رفقا (۱۹۶۹)
18. از جان گذشتگان (۱۹۶۹)
19. چه ! (۱۹۶۹)
20. انجام شدنیه رفیق (۱۹۷۲)
21. نفت خام اوکلاهما (۱۹۷۳)
22. پرستار (۱۹۷۵)
23. اِوایِ سیاه (۱۹۷۶)
24. دزد بغداد (۱۹۸۷)
25. بتمن (۱۹۸۹)
26. اسلحه‌های جوان (۱۹۸۸)
27. جزیره گنج (۱۹۹۹)
28. بوسه آتش
29. سرزمین چاتو (عقاب صحرا) ۱۹۷۴